# Глинка, Иван Васильевич
Иван Васильевич Глинка (1876—?) — русский педагог.

## Биография
Родился 26 июля (7 августа) 1876 года в дворянской семье Василия Матвеевича Глинки.
В 1896 году окончил 6-ю Санкт-Петербургскую гимназию; в 1901 году — Императорский Санкт-Петербургский университет, математическое отделение физико-математического факультета с дипломом 1-й степени. По рекомендации профессора С. П. Глазенапа в 1902 году он был назначен сверхштатным преподавателем физики и космографии во Второй Санкт-Петербургской гимназии. В 1903 году он организовал в гимназии раз в неделю внеклассные занятия по физике с учащимися 8-х классов, а в 1905 году — физический кружок для всех желавших старшеклассников. Этот кружок впоследствии получил название «Общество любителей физики 2-й Санкт-Петербургской гимназии». Им издавался собственный журнал, печатавший отчёты о состоявшихся докладах и практических занятиях и обзорные статьи членов кружка. Издавались «Протоколы» или «Известия общества». В числе гимназистов того времени были Александр Фридман и Яков Тамаркин, которые даже став студентами университета, часто бывали в гимназии, посещая физический кабинет.
Также И. В. Глинка преподавал физику в Александровском лицее.
Его книга «Опыт по методике физики» (1910—1911; 2-е изд., 1920), получила широкую известность среди учителей и методистов не только в Российской империи. В этой книге описан метод, названный им «методом лабораторных уроков». И. К. Турышев в своей монографии по истории методики обучения физике так описал его: «По его мнению, всех учеников в начале обучения физике необходимо вести в лабораторию, поскольку именно здесь, а не в физическом классе, с методически разработанного, органически связанного с курсом самостоятельного эксперимента учащиеся должны начинать обучение физике».
И. В. Глинка был убеждён, что интерес к физике обусловливает самодеятельность учащихся. Он был сторонником идеи о концентрическом расположении материала курса физики в средней школе. Этот вопрос был рассмотрен на Всероссийском съезде физиков-преподавателей в 1907 году. Сторонники концентров (А. П. Афанасьев, К. К. Баумгардт, И. В. Глинка, А. А. Добиаш и др.) предлагали деление курса физики на две ступени. Первая, пропедевтическая, должна была ввести ученика в круг основных понятий физики и методов физических исследований. Предполагалось осуществлять преподавание на первой ступени исключительно на опыте, а все более отвлеченные и сложные вопросы из тех же разделов физической науки перенести на вторую ступень. Идея о двухступенчатом построении школьного курса физики разделялась такими методистами, как А. В. Цингер, Н. В. Кашин в Москве и П. А. Знаменский в Петербурге.